# Новаке (Пољчане)
Новаке (словен. Novake) су насељено место у општини Пољчане, Подравска регија, Словенија.

## Историја
До територијалне реорганизације у Словенији биле су у саставу старе општине Словенска Бистрица.

## Становништво
У попису становништва из 2011. године, Новаке су имале 203 становника.
| Број становника према пописима | Број становника према пописима | Број становника према пописима |
| ------------------------------ | ------------------------------ | ------------------------------ |
| 1991                           | 2002                           | 2011                           |
| 175                            | 179                            | 203                            |